# 奧爾梅多—加利西亞高速鐵路
奥尔梅多—萨莫拉—奥伦塞—圣地亚哥-德孔波斯特拉高速铁路（西班牙語：Línea de Alta Velocidad Olmedo-Zamora-Orense-Santiago de Compostela）是一條由馬德里—華拉度列高速鐵路分支前往加利西亞的高速鐵路。此線同時將大西洋軸高速鐵路與西班牙高鐵路網連接在一起。設計時速可達350公里/小時。